# Joanne Catherall
Joanne Catherall, född 18 september 1962, är en engelsk sångerska och en av två kvinnliga sångare i det engelska synth-popbandet The Human League.
I oktober 1980 var Catherall en okänd 18-årig skolflicka när hon och hennes bästa vän Susan Ann Sulley upptäcktes i Sheffield på Crazy Daisy Nightclub av Philip Oakey, sångaren och en av grundarna av Human League. Paret anslöt sig sedan till Oakey för att bilda ett nytt och därefter kommersiellt framgångsrikt band.
Catherall har stannat kvar i bandet sedan dess och är en gemensam affärspartner i bandet, som fortsätter att spela in och turnera.